# Pedro
Pedro je bublinová žvýkačka s ovocnou příchutí vyráběna za socialismu v tehdejším Československu firmou Velim s postavou chlapečka v sombréru na obalu. Známá byla i pro svou cenu, která byla přesně 1 Kčs. Největší obliby se žvýkačka dočkala v 70. a 80. letech 20. století.
Údajně byla receptura žvýkačky Pedro vytvořena podle žvýkaček amerických nebo kanadských a prý byla tak vydařená, že si žvýkačky odváželi například kanadští hokejisté ve značném množství.

## Výroba
Žvýkačka Pedro se začala vyrábět v roce 1968 ve středočeském závodě Velim ve stejnojmenné obci. Výroba žvýkačky pokračovala i po sametové revoluci až do doby, kdy se firma dostala během privatizace v roce 1992 do rukou společnosti Nestlé. Nestlé svou činnost zaměřuje převážně na čokoládové výrobky a výrobou žvýkaček se nezaobírá, a tak výrobu žvýkaček Pedro v roce 1994 ukončila. Značku Pedro zakoupila později firma Candy Plus. V roce 2012 společnost The Candy Plus Sweet Factory, s. r. o. znovu uvedla značku Pedro na trh. Pod značkou Pedro jsou též prodávány ovocné pendreky a pásky, želé bonbony, komprimáty a lízátka.
Pokusně se vyráběla žvýkačka Pedro i se skořicovou příchutí, ale od větší výroby bylo později upuštěno. V 80. letech 20. století dosahovala roční produkce žvýkačky Pedro okolo 800 až 900 tun.
Asi neznámou zajímavostí je, že začátkem 70. let 20. století byla zaznamenána žvýkačka Pedro v netypickém modrém obalu – s kmínovou příchutí, pastelově modrou barvu měla dokonce i samotná hmota žvýkačky (tehdy zakoupena v restauraci U Píšů v Praze 4 – Modřanech). Oficiální zmínka o ní však dosud chybí.[zdroj?]
V současnosti se Pedro vyrábí v Maroku, majitelem ochranné známky je společnost Candy Plus.

## Vzhled
Žvýkačka Pedro sestávala ze žvýkací gumy růžové barvy ve tvaru tenkého kvádru s typickým drážkováním. (Avšak původní žvýkačka Pedro např. v 70. letech 20. století měla tvar silnější destičky se zaoblenými okraji, ale byla hladká, lehce jakoby pomoučená, bez rýhování.) Guma byla zabalena do jednoduchého obalu, původně v obalu ze dvou kusů, a to ze vnitřního staniolem potaženého papíru a vrchního papíru na kterém byl jako ústřední motiv znázorněn malý chlapec s typickým sombrerem a nápisem Pedro, vedle chlapečka se nacházel ještě nápis Bubble gum znamenající "bublinová" guma a pod nápisem Pedro pak ještě nápis Velim označující původ podniku. Pozadí papíru mělo červenou barvu, později vyráběného z povoskovaného papíru[zdroj?].
V 90. letech byly do žvýkaček přidávány humorné samolepky s obrázky chlapce Pedra či některého z jeho kamarádů. Postupně tak byly vydány dvě série po 12 obrázcích.

## Podobné produkty

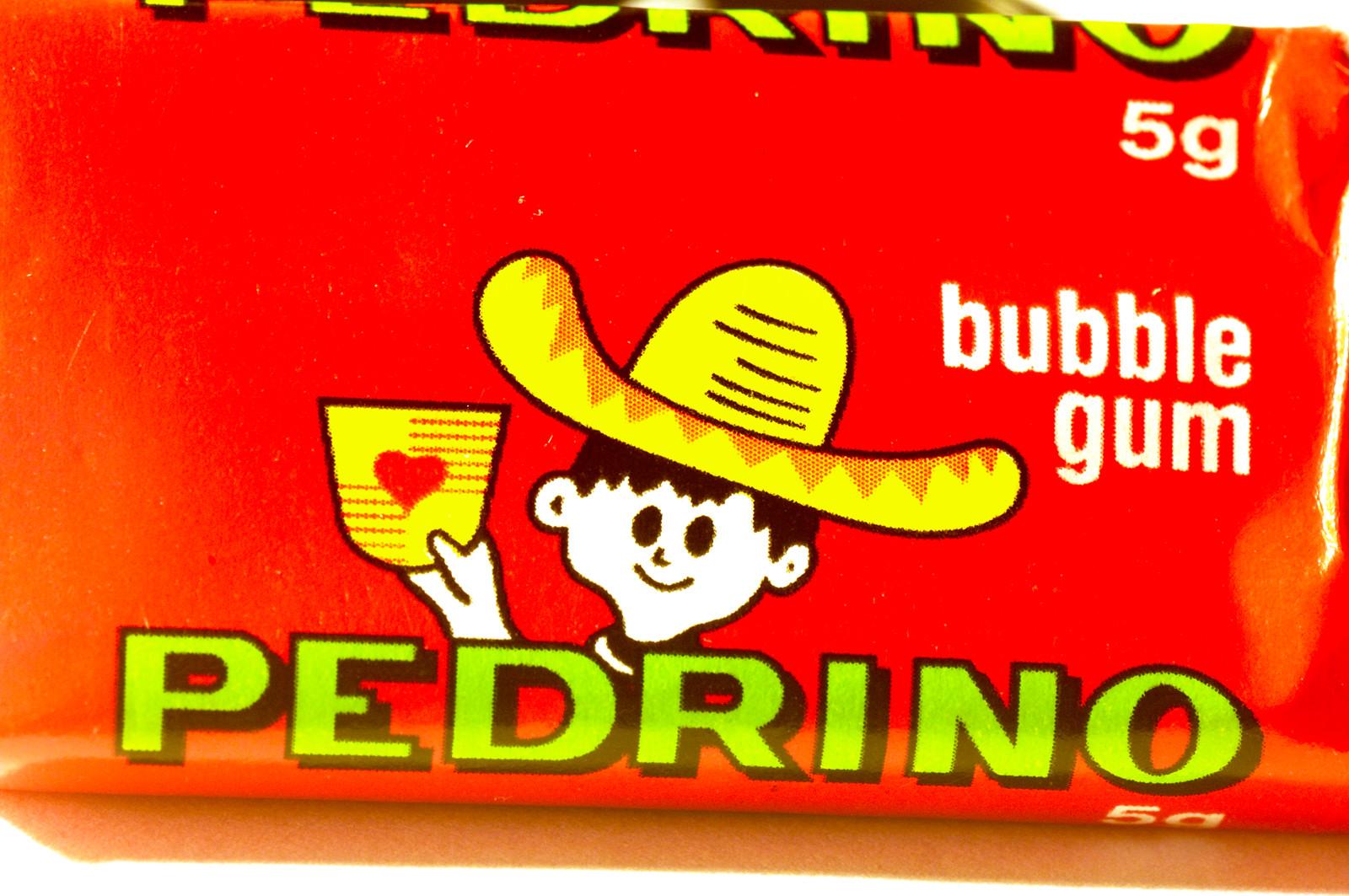
Žvýkačka Pedrino od firmy IN Trading vyráběná v Číně

V roce 2008 se na trhu objevily žvýkačky Pedrino. Pedrino vyrábí IN Trading v Číně,  je o něco užší a delší, má stejné drážky jako Pedro a prodává se s obrázkem uvnitř. Chuť Pedrina ale není stejná jako originál.